# Let's Put The X In Sex
Let's Put the X in Sex är en singelskiva utgiven 1988 av rockbandet KISS. Låten var en av två nyskrivna på samlingsskivan Smashes, Thrashes & Hits som kom ut samma år och gavs ut på Polygram. Titelspåret är skrivet av Paul Stanley och Desmond Child och har även producerats av Stanley. Singeln hade blygsamma försäljningsframgångar och nådde som bäst plats 97 på Billboardlistan i hemlandet USA.

## Medverkande
- Paul Stanley, gitarr/sång
- Gene Simmons, bas
- Eric Carr, trummor
- Bruce Kulick, gitarr